# Корби (кантон)
Корби (фр. Corbie) — кантон во Франции, находится в регионе О-де-Франс, департамент Сомма. Входит в состав округа Амьен.

## История
До 2015 года в состав кантона входили коммуны:
Амеле, Безьё, Бонне, Брель, Бюсси-ле-Даур, Варлуа-Байон, Векмон, Вер-су-Корби, Виллер-Бретонне, Во-сюр-Сом, Даур, Корби, Ламот-Бребьер, Ламот-Варфюзе, Лаусуа, Ле-Амель, Марселькав, Обиньи, Рибмон-сюр-Анкр, Франвиллер, Фуйуа, Эйи, Энанкур.
В результате реформы 2015 года состав кантона был изменен. В него вошли отдельные коммуны упраздненных кантонов Бре-сюр-Сомм, Виллер-Бокаж и Домар-ан-Понтьё.

## Состав кантона с 22 марта 2015 года
В состав кантона входят коммуны (население по данным Национального института статистики за 2018 г.):
- Амеле (634 чел.)
- Бавленкур (99 чел.)
- Беанкур (324 чел.)
- Безьё (206 чел.)
- Бокур-сюр-л'Аллю (289 чел.)
- Бонне (238 чел.)
- Брель (126 чел.)
- Ваданкур (103 чел.)
- Варлуа-Байон (755 чел.)
- Варньи (86 чел.)
- Вер-су-Корби (291 чел.)
- Во-сюр-Сом (307 чел.)
- Конте (364 чел.)
- Корби (6 307 чел.)
- Ла-Виконь (248 чел.)
- Ламот-Варфюзе (702 чел.)
- Лаусуа (461 чел.)
- Ле-Амель (498 чел.)
- Марселькав (1 251 чел.)
- Мерикур-л'Аббе (610 чел.)
- Мирво (137 чел.)
- Мольян-о-Буа (321 чел.)
- Монтиньи-сюр-л'Аллю (207 чел.)
- Моркур (325 чел.)
- Наур (1 082 чел.)
- Пон-Нуайель (830 чел.)
- Пьерго (282 чел.)
- Рибмон-сюр-Анкр (662 чел.)
- Рюбампре (727 чел.)
- Сайи-ле-Сек (349 чел.)
- Сайи-Лоретт (320 чел.)
- Серизи (532 чел.)
- Тальма (1 069 чел.)
- Трё (241 чел.)
- Франвиллер (507 чел.)
- Фрешанкур (259 чел.)
- Фуйуа (1 828 чел.)
- Шипийи (169 чел.)
- Эйи (429 чел.)
- Энанкур (194 чел.)

## Политика
На президентских выборах 2022 г. жители кантона отдали в 1-м туре Марин Ле Пен 34,8 % голосов против 27,7 % у Эмманюэля Макрона и 15,4 % у Жана-Люка Меланшона; во 2-м туре в кантоне победила Ле Пен, получившая 52,5 % голосов. (2017 год. 1 тур: Марин Ле Пен — 32,7 %, Эмманюэль Макрон — 22,1 %, Жан-Люк Меланшон — 17,3 %, Франсуа Фийон — 14,2 %; 2 тур: Макрон — 51,6 %. 2012 год. 1 тур: Франсуа Олланд — 28,3 %, Марин Ле Пен — 25,8 %, Николя Саркози — 22,3 %; 2 тур: Олланд — 55,2 %).
С 2021 года кантон в Совете департамента Сомма представляют мэр коммуны Наур Жан-Мишель Буши (Jean-Michel Bouchy) (Союз демократов и независимых) и член совета коммуны Корби Сабина Картон (Sabine Carton) (Разные правые).
|                | Кандидаты                        | Партия                   | Первый тур | Первый тур     | Второй тур | Второй тур |
| Кол-во голосов | Кандидаты                        | Партия                   | % голосов  | Кол-во голосов | % голосов  |            |
| -------------- | -------------------------------- | ------------------------ | ---------- | -------------- | ---------- | ---------- |
|                | Жан-Мишель Буши Сабина Картон    | Правоцентристский блок   | 2 532      | 39,46          | 3 793      | 61,45      |
|                | Патрисия Вибо Кристиан де Бланжи | Национальное объединение | 2 217      | 34,55          | 2 379      | 38,55      |
|                | Станислас Русман Элоди Эрен      | Европа Экология Зелёные  | 1 417      | 22,09          |            |            |
|                | Милена Буланже Венсан Дируюи     | Крайне правые            | 250        | 3,90           |            |            |

|                | Кандидаты                   | Партия             | Первый тур | Первый тур     | Второй тур | Второй тур |
| Кол-во голосов | Кандидаты                   | Партия             | % голосов  | Кол-во голосов | % голосов  |            |
| -------------- | --------------------------- | ------------------ | ---------- | -------------- | ---------- | ---------- |
|                | Патрисия Вибо Алекс Гаффес  | Национальный фронт | 3 937      | 42,18          | 4 572      | 51,02      |
|                | Франсуа Манабль Элоди Эрен  | Левый блок         | 2 731      | 29,26          | 4 346      | 48,50      |
|                | Иоанна Бугон Людовик Кеслер | Правый блок        | 2 665      | 28,55          | 43         | 0,48       |

|  | Кандидат        | Партия                  | % голосов |
|  | --------------- | ----------------------- | --------- |
|  | Изабель Демезон | Социалистическая партия | 60,28     |
|  | Ален Бабо       | Новый центр             | 39,72     |

|  | Кандидат        | Партия                    | % голосов |
|  | --------------- | ------------------------- | --------- |
|  | Изабель Демезон | Социалистическая партия   | 46,01     |
|  | Ален Жест       | Союз за народное движение | 42,26     |
|  | Патрис Дальрю   | Национальный фронт        | 11,73     |